# 2023年4月環台軍事演練
2023年4月環台軍事演練是中国人民解放军的演習行動。
2023年4月5日中華民國總統蔡英文與美國眾議院議長凱文·麥卡錫在美國會晤計劃公佈後的中華人民共和國一系列軍事反應行動。第一階段（4月5—7日）為「台灣海峽中北部聯合巡航巡查專項行動」，第二階段（4月8—10日）為「環台島戰備警巡和‘聯合利劍’演習」。

## 背景
中華民國總統蔡英文在民主夥伴共榮之旅後，回程時再度過境美國並與美國眾議院議長麥卡錫在美西時間4月5日於加州的雷根總統圖書館會晤。這是台灣總統首次在美國境內與美國政壇第三號的政治領袖眾院議長會談，也是台美自1979年斷交後，第三度有美眾院議長與台灣總統會談。媒體稱兩人會面為歷史性會晤，且備受外界注視。對此，中華人民共和國外交部發言人毛寧在回應傳媒提問時重申「此舉（蔡麥會）嚴重違反『一個中國原則』和『中美三個聯合公報』規定，嚴重損害中方主權和領土完整」，表示「中方將密切跟蹤事態發展，堅決有力捍衛國家主權和領土完整」。而中共中央台辦發言人朱鳳蓮表示，「所謂『過境』本質上是『倚美謀獨』挑釁行徑」、企圖製造「一中一台」、「兩個中國」，「伺機在國際上兜售『台獨』主張」，必將對蔡麥會「採取措施堅決回擊」。
截至4月7日，中國大陆針對「蔡麥會」的回應未如美國眾議院議長南希·佩洛西訪問台灣時強烈。澳洲國立大學政治學者宋文笛指出，這可能是因為此時法国总统埃马纽埃尔·马克龙、欧盟委员会主席乌尔苏拉·冯德莱恩、中華民國前總統馬英九三人仍在中国大陆。馬克龍結束訪問數小時後，中國大陆才宣佈軍事演習。宋文笛認為此時宣布可能是念及三人皆已结束中國之行。

## 中國大陸的軍事演習

### 航行警告
4月7日，廣東海事局發佈航行警告，表示將於當天11時至15時在珠江口部分海域內（21-18.50N 113-20.00E；21-18.50N 113-31.32E；21-08.00N 113-31.32E；21-08.00N 113-20.00E）將進行軍事演習，任何船隻皆禁止進入。
4月8日，福州海事局最新發布航行警告，4月8日0800-1200時、11日0800-1200時、13日0800-1200時、15日0800-1200時、17日0800-1200時、20日0800-1200時，羅源灣可門水道連山東南部附近海域組織實彈射擊訓練，禁止一切船舶駛入。具體警戒封鎖區域為：（26°25'40'N，119°47'52'E；26°25'31'N，119°48'05'E；26°25'58'N，119°48'45'E；26°26'04'N，119°48'12'E）
4月8日，平潭海事局發布航行警告指出，4月10日7時-20時，福建平潭長江澳附近海域開展實彈射擊訓練，禁止一切船舶駛入。警戒封鎖區域為：25°38′35″N/119°46′08″E；25°36′42″N/119°47′13″E；25°39′39″N/119°51′33″E；25°41′56”N/119°49′35″E等四點連線範圍內水域。

### 第一階段：台灣海峽中北部聯合巡航巡查專項行動
2023年4月5日上午（即蔡麥會前夕），中國福建海事局宣布將啟動台灣海峽中北部聯合巡航巡查專項行動，並附上一張台灣地圖及一張疑似中國巡航船隻的照片。據中國媒體指出，該巡航船應為大型巡航救助船「海巡06」，中國海事局曾在去年強調其為台灣海峽體量最大、性能最優的公務船艇。福建海事局表示，該行動只對平潭對台直航集裝箱航線、小三通客運航線、台灣海峽船舶習慣航路、商漁船通航密集區，以及非法採砂活動多發區等水域，展開巡航巡查。
4月5日，中國人民解放軍空軍和海軍則派出至少14架次軍機和3艘軍艦在台海附近進行演練。隨後，據中華民國國防部通報，山東艦航母打擊群經台灣東南海域，前往西太平洋展開首次航訓。日本防衛省也公布山東艦清晰照片、航艦編隊航跡動態及另二艘中國軍艦情資。
4月3到5日，據日本防衛省通報，052C型飛彈驅逐艦長春艦持續在日本沖繩縣與台灣之間航行，5日長春艦通過宜蘭外海。
4月5日，據中華民國國防部通報，迄至台灣時間06:00時止，偵獲1架大陸解放軍軍機和3艘軍艦在臺海周邊活動。國軍運用任務機、艦及岸置飛彈系統嚴密監控與應處。
4月6日，央视频、央視網等多個中國內地媒體對6000噸級海巡06輪執行「台灣海峽中北部聯合巡航巡查專項行動」進行新媒體直播（中天新聞亦有在Youtube頻道進行轉播），在直播視頻中海巡06疑似越過海峽中線，而中華民國海巡署的新竹艦在身後跟隨。
4月7日，中國人民解放軍空軍和海軍則派出至少13架次軍機和3艘軍艦在台海附近進行演練。而山東艦現身台灣東部海域，但海況欠佳，甲板只停泊一架軍機。

### 第二階段：環台島戰備警巡和「聯合利劍」演習
4月8日，中國人民解放軍东部战区新闻发言人施毅陆军大校宣布，北京时间2023年4月8日至10日，中国人民解放军东部战区按计划在台湾海峡和台岛北部、南部、台岛以东海空域组织环台岛战备警巡和“联合利剑”演习，而首日演練將重點檢驗聯合作戰體系支撐下奪取制海權、制空權、制信息權能力。
截止4月8日上午11時，中華民國國軍一共偵查到中國人民解放軍42架次軍機、8艘軍艦逾越中線及進入西南空域。 由4月7日6時到4月8日6時，國軍一共偵查71架次解放軍軍機（逾越海峽中線和其延伸線進入空域有45架次），9艘解放軍軍艦，一舉超越去年解放军「八月軍演」最高單日偵獲战機架次規模。
4月9日，據央視軍事頻道報導，在战区联合作战指挥中心的统一指挥下，多艘驱护舰与海上待机的导弹快艇、联合岸导突击群，对台岛西南目标全时追瞄；在不同方向，警巡舰艇采取高速机动和隐蔽接敌方式占领预定打击阵位。而东部战区海军徐州舰在台岛以东海域則实施战术动作，目视距离大约5海里处的宜阳舰。 下午，山东舰航母编队已前出至台岛东部，正式參與第二階段演練。
截止4月9日上午12時，中華民國國軍一共偵查到中國人民解放軍58架次軍機、9艘軍艦逾越中線及進入西南空域。由4月8日6時到4月9日6時，國軍一共偵查70架次解放軍軍機（逾越海峽中線和其延伸線進入空域有45架次），9艘解放軍軍艦進入台灣海峽。
4月10日，中國人民解放軍東部戰區發布殲15艦載機在艦上起飛的影片，二度正式宣布山東艦投入戰備狀態。台灣方面，根據中央社引述知情人士的消息，其中進入台灣東南防空識別區的4架次殲15戰機，就是從山東艦起飛的艦載機。而日本防衛省亦公布，山東艦從7到10日在宮古島附近一共起降大約120架次飛機（80架次艦載戰鬥機和大約40架次直升機），另外亦公開這段期間，山東艦殲-15艦載型戰鬥機起降訓練照片、山東號航艦編隊位置及伴隨山東艦的军艦艦名（163艦，536、573艦）。
由4月9日6時到4月10日6時，國軍一共偵查到偵獲解放軍軍機70架次，其中逾越台灣海峽中線及進入西南、東南空域35架次；另有解放軍軍艦11艘次持續在台海周邊活動。而4月10日整日，國軍一共偵測91架次大陸軍機擾台，還有12艘次軍艦進出台灣海峽，破單日最高紀錄。

### 後續巡航行動
4月11日，中華民國國防部宣布，一共偵察到26架次解放軍軍機在台海附近行動，其中14架次逾越中線及進入台灣西南空域。
從4月12日6時到13日6時，中華民國國防部宣布，一共偵獲26架次解放軍軍機(其中逾越海峽中線14架次)、軍艦7艘次。國軍運用任務機、艦及岸置飛彈系統嚴密監控與應處。
從4月13日6時到14日6時，中華民國國防部宣布，一共偵獲4架次解放軍軍機、8艘次軍艦持續在台海周邊活動，其中1架「運8」反潛機進入台灣西南空域。
從4月14日6時到15日6時，中華民國國防部宣布，一共偵獲8架次解放軍軍機、（其中逾越海峽中線及其延伸線進入西南空域3架次）、5艘次軍艦在台海周圍活動。

## 反應

### 中华人民共和国
- 中国人民解放军：4月8日，東部戰區發言人施毅表示，今次演練是對「台獨」勢力及外部勢力勾連挑釁的嚴重警告，是捍衛國家主權和領土完整的必要行動。[48][49]4月10日，東部戰區發言人施毅表示，4月8日至10日，解放軍東部戰區圓滿完成環台戰備警巡和「聯合利劍」演習各項任務，全面檢驗了實戰條件下部隊多軍兵種一體化聯合作戰能力。戰區部隊全時待戰、隨時能戰，堅決粉碎任何形式的「台獨」分裂和外來干涉圖謀。[50]
- 海事局：4月5日，福建海事局在社交網絡宣布，大型巡航救助船「海巡06」輪編隊將在台灣海峽中北部展開為期三日的聯合巡航巡查專項行動，期間將對平潭對台直航集裝箱航綫、「小三通」客運航綫、台灣海峽船舶習慣航路、商漁船通航密集區以及非法採砂活動多發區等水域開展檢查。[51]
- 外交部：4月10日，發言人汪文斌指出，「當前台海和平的最大危險是「台獨」分裂行徑和外部勢力對其縱容支持。希望國際社會充分認清台灣問題的實質，堅定恪守一個中國原則，堅決反對各種形式的「台獨」分裂活動。「台獨」同台海和平穩定水火不容。要想保持台海和平穩定，就必須堅定反對各種形式的「台獨」分裂行徑。」[52]

### 中华民国
- 陸委會：4月5日，陸委會深夜回應媒體提問時表示，陸方此舉是蓄意升高兩岸緊張情勢，影響區域和平穩定，明顯違反兩岸海運協議及海事通用慣例，將對兩岸的交通正常往來產生嚴重不利影響，已向陸方表達強烈不滿及嚴正抗議，若大陸執意採取片面無理作為，台灣將被迫採取相應作法，衍生的相關責任必須由大陸負擔。[53]
- 海巡隊：海巡署於4月5日表示，第一時間已掌握情勢，並堅守崗位、維持正常勤務派遣；海巡署將以維護海洋權益立場，與國防部共同協力加強海域聯合情監偵作為，掌握全般狀況，以確保我國海域安全。海巡署強調，不會主動讓問題複雜化，也期待中國大陸不要影響台海及亞太地區之安全與穩定。[54]
- 總統府：4月6日，總統府發言人林聿禪表示，相關單位都密切掌握區域周邊情勢，總統蔡英文在美國也有即時掌握狀況，請國人放心；同時總統府亦呼籲北京當局，台海區域的和平穩定，是兩岸共同責任。[55]
- 海委會：海委會於4月8日表示，已於第一時間掌握中共環台軍演相關資訊，並協同國防部運用聯合情監偵作為，掌握周邊海域目標動態，持續保持高度警覺、嚴密監控；將本於「不畏懼、不迴避、不示弱」的堅定立場，堅定捍衛主權及國家安全。[56]
- 國防部：4月8日，國防部表示，國軍將以沉著、理性、嚴肅態度應對，依「不升高衝突、不引發爭端」原則警戒監控，捍衛國家主權及國家安全。國軍並已運用聯合情監偵措施，綿密掌握區域周邊情勢，持續保持高度警覺、適切應處，全力捍衛國家安全。[57]
- 外交部：4月10日，發佈聲明稿表示，中国大陆当局罔顧元首出訪是主權國家基本權利，以及行之有年的慣例。對此大作文章、過度反應，不僅加深台灣人民反感，更自曝共產政權非理性的荒謬本質，而其動輒以軍演破壞台海以及印太區域的和平與穩定的行徑，完全違反「聯合國憲章」和平解決歧見的基本原則，外交部再度予以最強烈的譴責。[58]
- 立法院：4月11日，立法院朝野黨團發表共同聲明，並代表台灣2300萬人民向中国大陆当局表達嚴正譴責和抗議，並要求中国大陆当局應立即停止武力恫嚇。[59]
  - 民主進步黨立法院黨團簽署代表：柯建銘、鄭運鵬、吳琪銘（代）、劉世芳
  - 中國國民黨立法院黨團簽署代表：曾銘宗、謝衣鳳（代）、林思銘（代）
  - 台灣民眾黨立法院黨團簽署代表：邱臣遠、賴香伶（代）、張其祿（代）
  - 時代力量立法院黨團簽署代表：邱顯智、陳椒華（代）、王婉諭（代）

### 美国
- 美國國務院首席副發言人巴特爾（Vedant Patel）4月7日表示，美方持續呼籲北京停止對台灣的軍事、外交和經濟施壓，轉而進行有意義的外交；我們仍致力於保持開放的溝通管道，以防止出現任何誤判的風險；美國及中华人民共和国在台灣議題存在分歧，但雙方已處理這個情勢有40年的時間；北京沒有理由將符合美國長期政策的過境，變成不符合美國政策的事、或藉此作為過度反應的藉口。[60]

- 美国众议院外交事务委员会主席迈克尔·麦考尔4月9日在接受NBC新聞采访时置评表示，让俄罗斯在乌克兰战场上的失败将是让中华人民共和国远离台湾的最佳方式。迈克尔·麦考尔表示，他认为对习近平最好的威慑是普京在乌克兰的失败，而乌克兰发生的事情将决定台湾和太平洋地区发生的事情。[61]
- 美國在台協會（AIT）發言人4月9日表示：「我們正密切關注北京行動。」「如我們所述，北京沒有理由將這次過境，一個符合美國長久以來慣例和政策之舉，轉變成它本不是的東西，或以此為藉口過度反應。」「我們放心且有自信，我們在這個地區擁有足夠的資源和能力來確保和平與穩定，履行我們國家安全承諾。」發言人說，美國與中華人民共和國的溝通管道仍舊保持暢通，美方也始終敦促保持克制，不要改變現狀。[可能侵权][62]
- 美國白宮國家安全會議戰略溝通協調官約翰·柯比（John Kirby）4月11日表示，美方正密切監控中，北京不應對蔡總統過境過度反應，台灣總統過境美國並不罕見，北京沒有理由以任何方式做出回應，不論是軍事的或是其他方面。美方在該地區擁有足夠資源與能力保護在印太區域的國家安全利益；美方的一中政策沒有任何改變，我們不支援台灣獨立，我們不樂見片面改變現狀，尤其是不以武力改變現狀的立場不變。[63]
- 美國與菲律賓於4月11日舉行2+2部長會談，美國國務卿布林肯、美國國防部長奧斯汀、菲律賓外交部長馬納羅、菲律賓國防部代理部長加維斯，於聯合聲明中重申「維護台海和平穩定的重要性，是全球安全與繁榮不可或缺的要素。」[64]
- 美國與韓國於4月11至12日召開第22次韓美聯合國防協商機制會議（KIDD），美國國防部印太事務助理部長瑞特納、美國國防部東亞事務副助理部長莫漢達斯、韓國國防部國防政策室長許泰根，會後4月13日發表聯合聲明提及「雙方皆強調維護台海和平穩定的重要性，並承諾繼續促進整體區域的防務與安全合作。」[65]

### 日本
- 日本與中华人民共和国於4月10日舉行中日海洋事務磋商，日本官房長官松野博一表示「台海和平穩定不但對日本的安全很重要，對整體國際社會的穩定亦然。」；日本外務省也發表聲明稿提及「我們對東海和南海情勢表達深度關切，並重申台灣海峽和平穩定的重要性。」[66]
- 日本外務省發言人小野日子4月12日表示，台灣海峽和平與穩定，對國際社會整體安全與繁榮是不可或缺要素。過去跟美國及法國等志同道合國家，曾站在共同立場明確對外發聲，未來也將持續推動外交努力。[67]
- 日本外務大臣兼G7主席國林芳正於4月17日，向媒體會報G7會議結果並表示「G7外長在會議上再次確認台海地區和平與穩定對國際社會的安全與繁榮至關重要。外長們一致呼籲以和平方式解決台海議題。」[68]
- 日本外務大臣林芳正與法國外交部長科隆納於4月18日進行日法雙邊會談，會後兩人發表聯合聲明「就如同在G7外長會議上已做了確認，有關台灣的基本立場沒變。同時，再度確認了對國際社會安全與繁榮不可或缺要素的台灣海峽和平穩定的重要性。」[69]

### 俄罗斯
- 俄羅斯支持環台島演習，克里姆林宮發言人佩斯科夫4月10日表示：「我們目睹了有關方面對（中華人民共和國）多次的挑釁行為。（中華人民共和國）有權使用軍演等手段回應這些挑釁的主權權利，這完全是符合國際法的。」[70][71]

### 乌克兰
- 乌克兰最高拉达国际事务及议会合作委员会（烏克蘭語：Комітет Верховної Ради України з питань зовнішньої політики та міжпарламентського співробітництва）主席亚历山大·梅列日科4月10日就中华人民共和国在台湾海峡的军演在Twitter进行表态，称中国对台湾合法权利的要求是建立在「共产主义的妄想」。亚历山大·梅列日科称：「无可否认的事实是，中国共产党一直喊着台湾是属于他们的。但这是建立在否认的基础上的共产主义妄想，也是一个严重失信和失效的政治纲领。」[72][73]

### 欧盟
- 歐盟對外事務部發言人馬斯拉里（Nabila Massrali）4月10日表示，針對中國人民解放軍在台灣海峽和台灣周邊地區的軍事活動愈演愈烈，甚至入侵台灣防空識別區並越過台海中線，我們表達關切；北京不應單方面或企圖透過武力改變現狀。任何由升級、意外事件或武力行動引發的台海不穩定狀況，都將對該區域和全球產生巨大的經濟和安全影響；保持克制至為關鍵，應透過有意義的公開對話來緩解緊張局勢。歐盟及其成員國將繼續支持旨在維護該區域和平與穩定的行動。[74]
- 歐盟執委會發言人馬莫爾（Eric Mamer）4月11日表示，歐盟仍然堅決反對以武力改變台海現狀，並且我們繼續呼籲維持台海和平與穩定。[75]
- 歐盟外交與安全政策高級代表波瑞爾4月13日表示， 共同處理全球議題，是歐中恢復已磨損的信賴關係的重要方法，但此一信賴必須奠基於能促進「衝突的和平解決」，也就是台海情勢； 歐盟的一中政策沒有改變，同時也必須降低緊張，避免言詞刺激或挑釁而引發更多不信任。然而，任何欲以武力改變台海現狀的企圖將不被接受。[76]
- 歐盟外交與安全政策高級代表波瑞爾4月18日表示，台灣對歐洲很重要，因為台海是世界上最具戰略性的海峽，攸關全球貿易，歐盟需要在那裡出現，包括表彰航行自由；台灣明顯是我們地緣政治周圍的一部分，台灣對歐洲的重要性不只在道德面，還有重大經濟利益，而歐盟要在全球地緣政治有角色，就必須對保障台海和平表達立場。[77]
- 歐盟執委會主席馮德萊恩4月18日表示，歐盟持續在一中政策框架下呼籲台海和平與穩定發展，強烈反對任何單方面改變現況，尤其是透過武力改變現狀。[77]
- 歐盟執委會副主席杜姆布羅夫斯基斯4日18日，重申「歐盟強烈反對任何片面改變台海現狀的行為，尤其是使用武力。為了保障此區的和平與繁榮，歐盟應公開對話如何有意義的對中制裁。」[77]

### 菲律宾
- 菲律賓與美國於4月11日舉行2+2部長會談，菲律賓外交部長馬納羅、菲律賓國防部代理部長加維斯、美國國務卿布林肯、美國國防部長奧斯汀，於聯合聲明中重申「維護台海和平穩定的重要性，是全球安全與繁榮不可或缺的要素。」[64]

### 德国
- 德國外交部發言人薩斯（Andrea Sasse）4月12日表示，柏林對台灣海峽的局勢非常關注，台灣和中國（大陸）之間的緊張局勢將會是本週貝爾伯克訪問中國大陸期間的會談話題之一，預計她會跟中華人民共和國外交和國防高官討論到台灣、烏克蘭戰爭等議題；我們自然希望該地區的各方都能為穩定與和平作出貢獻，這同樣適用於中國。在我們的印象中，恐嚇性質的軍事動作等措施，會增加意外軍事衝突的風險。[78]
- 德國外交部長貝爾伯克於4月13至15日出訪中國大陸，訪問天津和北京。她於4月12日受訪時表示「每天經過台灣海峽的貨運量占全球貿易的50%，台海衝突升級的恐怖景象，同樣也有必要去風險化。因此，在會晤中華人民共和國領導人時，將表達不接受單方面改變台海現狀和軍事衝突升級的歐洲共同立場。」[79]；13日於天津接受德國媒體聯訪，她稱「台海情勢緊張並非跟德國和歐盟無關，每天全球的貿易量有50%、半導體有70%經過台灣海峽，台海保持自由開放符合德國利益；對於全球、如德國的工業國家來說，台海軍事升級將是最糟的情況。因此，德國致力於與夥伴合作降低台海緊張。」[80]；她與中華人民共和國外交部長秦剛於4月14日召開聯合記者會，她向中方表示「台海軍事對抗升級，對整個世界而言將是一種可怕的情景。我們非常擔心台灣海峽當前日益緊張的局勢，因此我們仍然致力於一中政策，也就是衝突必須以和平方式解決，單方以武力改變現狀對我們歐洲人來說是不可接受的。」[81][82]

### 法国
- 法國總統馬克宏4月12日表示「法國對台灣議題的立場沒有改變，在台灣議題方面法國仍然支持維持現狀，並且尋求和平解決問題。」；此前，他曾於4月8日稱「歐洲應該減少對美國依賴，並避免因台灣議題被捲入美中衝突之中。」[83]
- 法國政府發言人維宏（英语：Olivier Véran）4月12日表示，在台灣議題上，我們反對所有片面改變現狀的行動，特別是以武力改變，這是法國清晰且不變的立場；法國在一中政策框架下，法國和台灣在許多領域上密切合作。面對區域衝突，歐洲將獨立捍衛經濟利益，包括發展歐盟貿易救濟措施工具等；另外也要去風險化，例如供應鏈多角化。[84]
- 法國外交部長科隆納4月16日於G7會議召開前，接受媒體採訪時表示「有關台灣局勢，法國認為不應該單方面改變現狀，且至今為止的立場不會改變，也將在G7外長會議上說明這樣的立場。」[85]；同日，她在G7會議上也重申法國立場「法國重視維護台海現狀，並積極主張維護台海和平與穩定。法國反對任何使用武力改變台海現狀的做法，並希望和平解決台海議題。法國總統馬克宏在近期訪問中國大陸時，也向中國大陸領導人習近平表達了這一立場。」[86]
- 法國外交部長科隆納與日本外務大臣林芳正於4月18日進行日法雙邊會談，會後兩人發表聯合聲明「就如同在G7外長會議上已做了確認，有關台灣的基本立場沒變。同時，再度確認了對國際社會安全與繁榮不可或缺要素的台灣海峽和平穩定的重要性。」[69]

### 立陶宛
- 立陶宛外交部長藍斯柏吉斯4月12日表示，必須向台灣發出同樣強烈的信號。我們必須宣布，台灣和熱愛民主的台灣人民是基於規則的秩序一環，我們將反對任何以武力改變現狀的企圖，因為我們願意並且能夠做出正確的事情。[87]

### 大韩民国
- 韓國與美國於4月11至12日召開第22次韓美聯合國防協商機制會議（KIDD），韓國國防部國防政策室長許泰根、美國國防部印太事務助理部長瑞特納、美國國防部東亞事務副助理部長莫漢達斯，會後4月13日發表聯合聲明提及「雙方皆強調維護台海和平穩定的重要性，並承諾繼續促進整體區域的防務與安全合作。」[65]
- 韓國總統尹錫悦4月19日表示，台灣海峽的緊張局勢發生是因為試圖以武力改變現狀，我們和國際社會堅決反對這樣的改變。台灣議題不僅是中國（大陸）與台灣之間的問題，就跟朝鲜半岛统一问题一樣是全球性的議題。因此，韓國和國際社會都堅決反對以武力改變台灣海峽現狀。[88]

### 比利时
- 比利時外交大臣拉碧（英语：Hadja Lahbib）4月13日表示，中國（大陸）對台灣武嚇和實施軍事演習確實非常令人擔憂，比利時的立場清楚且明確。比利時密切關注台海情勢發展，要求相關各方保持克制並維持現狀，比利時譴責所有挑戰現狀的片面行動，呼籲各方進行對話並建立信任措施；台灣是個多元化的民主社會，尊重法治和基本自由，比利時和歐盟與台灣有著許多共同的價值觀。比利時在一中政策的框架下，與台灣在各領域保持聯繫，特別是商業關係。[89]

### 波兰
- 波蘭總理莫拉維茨奇4月13日表示，不能今天說保護烏克蘭，明天就說台灣不關你的事。所以必須支持烏克蘭，若希望台灣保持現狀的話，我認為如果烏克蘭淪陷、如果烏克蘭被征服，隔天中國（大陸）就可能入侵台灣。因為烏克蘭情勢和台灣情勢有許多關聯性，是相互依存。[90]

### 七大工業國集團
- 七大工業國集團（G7）外長及歐盟於4月16日召開會議，「針對涵蓋中國（中華人民共和國）、北韓（朝鮮民主主義人民共和國）在內的印度太平洋地區局勢進行了意見交換，一致同意反對以武力片面改變現狀的嘗試。G7各國外長也持相同的看法，會中也確認了台灣海峽和平穩定的重要性。」[91]
- G7主席國兼日本外務大臣林芳正於4月17日，向媒體會報G7會議結果並表示「G7外長在會議上再次確認台海地區和平與穩定對國際社會的安全與繁榮至關重要。外長們一致呼籲以和平方式解決台海議題。」[68]
- G7外長於4月18日發佈《七國集團外交部長會議聯合公報》，其中提及「我們提醒中（華人民共和）國，需要尊重《聯合國憲章》的目標和原則，避免任何威脅、脅迫、恐嚇或使用武力；我們重申臺灣海峽和平與穩定的重要性，這是國際社會安全與繁榮的基本要素，我們呼籲和平解決影響海峽兩岸的問題。七國集團成員在臺灣的基本立場保持不變，包括曾表明的一中政策；我們支援臺灣作為國家地位非強制性組織的成員，以及作為其他組織的觀察員或來賓，包括世界衛生大會（WHA）和世界衛生組織（WHO）的技術會議，大力參與國際組織。國際社會必須能夠從所有合作伙伴的經驗中受益。」[92]

### 澳大利亚
- 澳洲外交部長黃英賢4月17日表示，讓我來說清楚，台海戰爭對所有人都是災難。我們知道不會有真正的贏家，我們也知道維持現狀是目前優於其他方案的選項。中（華人民共和）國不太可能改變，因此需要如澳洲等「中等強國」必須使用自身的影響力，努力把印太地區打造成「開放、穩定和繁榮」的地區。[93]

### 新加坡
- 新加坡總理李顯龍4月19日表示，美國和中（華人民共和）國在香港、新疆及西藏議題上存有分歧，但最危險的潛在衝突熱點在台灣議題上；新加坡和中（華人民共和）國是好朋友，和台灣也是老朋友。星國奉行其一中政策，持續支持兩岸關係和平發展；中國（中華人民共和國）將台灣視為最重要的議題且認為一中原則是不可逾越的紅線。不過，西方有另一種論述崛起，將兩岸關係視為更廣泛的民主與獨裁意識形態課題。這般意見分歧令人擔憂；目前台海局勢緊張，各方不斷採取行動回應彼此的動作。因此，台海局勢出現誤判、意外的風險正在升高。[94]

### 英国
- 英國外交大臣柯維立4月19日表示，完全不同意台灣海峽屬於中國內政範疇，並強調和平解決台海情勢、避免台海爆發衝突符合全球所有人利益。[95]

## 後續
2023年8月17日中華民國副總統賴清德於過境美國後中國人民解放軍於8月24至25日採取海空聯合戰備警巡演練。參見2023年8月環台軍事演練。

## 脚注
1. ↑  習近平的官方頭銜為中共中央總書記、國家主席、中央軍委主席。中國共產黨奉行黨指揮槍原則，中央軍委主席自90年代後皆由中共中央總書記兼任，是為武装力量最高指揮官。根據中華人民共和國憲法的規定，國家主席職務僅為虛位元首，既沒有行政權力，亦非軍隊統帥。